# Gran Premio motociclistico degli Stati Uniti d'America 2013
Il Gran Premio motociclistico degli Stati Uniti 2013 è stato il nono Gran Premio della stagione 2013, riservato unicamente alla classe MotoGP. La gara si è disputata il 21 luglio 2013 sul circuito di Laguna Seca. La corsa è stata vinta dal pilota spagnolo Marc Márquez su Honda, che in gara ha fatto segnare anche il giro più veloce, davanti a Stefan Bradl ed a Valentino Rossi.
Alla partenza Márquez viene sorpassato da Rossi e Álvaro Bautista. Dopo alcune tornate lo stesso Márquez recupera posizioni superando nuovamente sia Bautista e dopo anche Rossi, passato anche da Stefan Bradl, deve accontentarsi di lottare per il podio con Bautista. Più indietro Daniel Pedrosa (infortunatosi al Sachsenring) passa Jorge Lorenzo (operato per la seconda volta in pochi giorni, a seguito di una caduta durante le prove libere del GP tedesco, riportando l'incrinazione della placca in titanio aggiunta nell'operazione antecedente al GP d'Olanda). A suon di giri veloci Márquez avvicina Bradl sorpassando anche il tedesco, che riesce comunque a concludere al secondo posto facendo segnare il suo primo podio in MotoGP, Rossi arriva terzo in volata su Bautista, settimo posto per Cal Crutchlow dietro a Pedrosa quinto e Lorenzo sesto. In classifica generale, Márquez resta primo incrementando i suoi punti di vantaggio sul compagno di squadra Pedrosa, che adesso diventano 16, terzo Lorenzo poi Rossi quarto.

## Arrivati al traguardo
| Pos. | Nº | Pilota           | Squadra                   | Motocicletta       | Giri | Tempo     | Griglia | Punti |
| ---- | -- | ---------------- | ------------------------- | ------------------ | ---- | --------- | ------- | ----- |
| 1º   | 93 | Marc Márquez     | Repsol Honda              | Honda RC213V       | 32   | 44:00.695 | 2º      | 25    |
| 2º   | 6  | Stefan Bradl     | LCR Honda MotoGP          | Honda RC213V       | 32   | +2.298    | 1º      | 20    |
| 3º   | 46 | Valentino Rossi  | Yamaha Factory Racing     | Yamaha YZR-M1      | 32   | +4.498    | 4º      | 16    |
| 4º   | 19 | Álvaro Bautista  | GO&FUN Honda Gresini      | Honda RC213V       | 32   | +4.557    | 3º      | 13    |
| 5º   | 26 | Dani Pedrosa     | Repsol Honda              | Honda RC213V       | 32   | +9.257    | 7º      | 11    |
| 6º   | 99 | Jorge Lorenzo    | Yamaha Factory Racing     | Yamaha YZR-M1      | 32   | +12.970   | 6º      | 10    |
| 7º   | 35 | Cal Crutchlow    | Monster Yamaha Tech 3     | Yamaha YZR-M1      | 32   | +15.304   | 5º      | 9     |
| 8º   | 69 | Nicky Hayden     | Ducati Team               | Ducati Desmosedici | 32   | +33.963   | 10º     | 8     |
| 9º   | 4  | Andrea Dovizioso | Ducati Team               | Ducati Desmosedici | 32   | +34.129   | 8º      | 7     |
| 10º  | 8  | Héctor Barberá   | Avintia Blusens           | FTR MGP13          | 32   | +1'02.369 | 13º     | 6     |
| 11º  | 15 | Alex De Angelis  | Ignite Pramac Racing      | Ducati Desmosedici | 32   | +1'02.604 | 14º     | 5     |
| 12º  | 5  | Colin Edwards    | NGM Mobile Forward Racing | FTR MGP13 Kawasaki | 32   | +1'03.593 | 15º     | 4     |
| 13º  | 9  | Danilo Petrucci  | Came IodaRacing Project   | Ioda-Suter MMX1    | 32   | +1'20.450 | 16º     | 3     |
| 14º  | 17 | Karel Abraham    | Cardion AB Motoracing     | ART GP13           | 31   | +1 giro   | 19º     | 2     |
| 15º  | 68 | Yonny Hernández  | Paul Bird Motorsport      | ART GP13           | 31   | +1 giro   | 18º     | 1     |
| 16º  | 7  | Hiroshi Aoyama   | Avintia Blusens           | FTR MGP13          | 31   | +1 giro   | 21º     |       |
| 17º  | 67 | Bryan Staring    | GO&FUN Honda Gresini      | FTR MGP13 Honda    | 31   | +1 giro   | 22º     |       |
| 18º  | 52 | Lukáš Pešek      | Came IodaRacing Project   | Ioda-Suter MMX1    | 31   | +1 giro   | 23º     |       |

## Ritirati
| Nº | Pilota          | Squadra                   | Motocicletta       | Giri | Griglia |
| -- | --------------- | ------------------------- | ------------------ | ---- | ------- |
| 38 | Bradley Smith   | Monster Yamaha Tech 3     | Yamaha YZR-M1      | 7    | 9º      |
| 41 | Aleix Espargaró | Power Electronics Aspar   | ART GP13           | 5    | 11º     |
| 14 | Randy de Puniet | Power Electronics Aspar   | ART GP13           | 4    | 12º     |
| 71 | Claudio Corti   | NGM Mobile Forward Racing | FTR MGP13 Kawasaki | 3    | 17º     |
| 70 | Michael Laverty | Paul Bird Motorsport      | PBM 01             | 1    | 20º     |